# Représentations diplomatiques en Ouganda

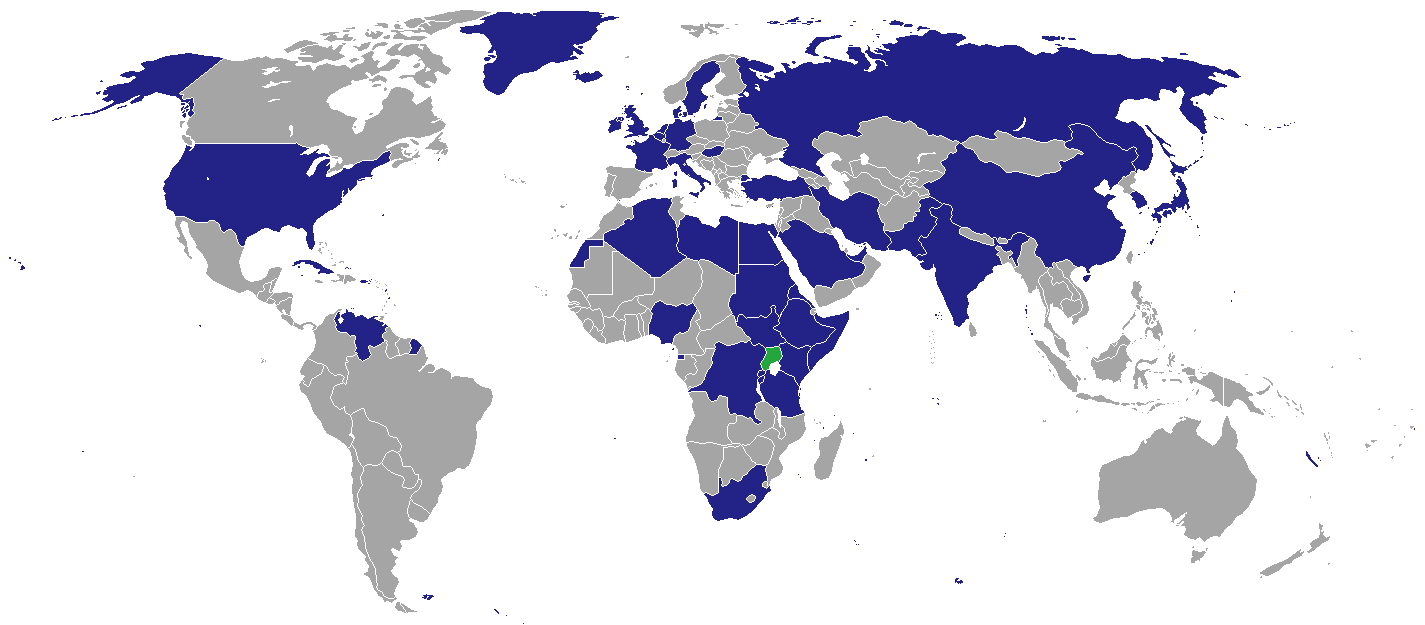
Carte des représentations diplomatiques en Ouganda

Ceci est une liste des représentations diplomatiques en Ouganda. La capitale Kampala abrite actuellement 42 ambassades et hauts-commissariats.

## Ambassades et Hauts-commissariats àKampala
| - Afrique du Sud - Algérie - Allemagne - Arabie saoudite - Belgique - Burundi - Chine - Corée du Nord - Corée du Sud - Cuba - Danemark - Égypte - Émirats arabes unis - Érythrée - États-Unis - Éthiopie - France - Guinée équatoriale - Inde - Iran - Irlande - Islande | - Italie - Japon - Kenya - Libye - Nigeria - Norvège - Pays-Bas - République arabe sahraouie démocratique - République démocratique du Congo - Russie - Rwanda - Somalie - Soudan - Soudan du Sud - Sri Lanka - Suède - Tanzanie - Turquie - Royaume-Uni - Vatican - Venezuela |

## Autres missions àKampala
- Angola (Bureau de l'ambassade)
- Union européenne (Délégation)

## Consulat général àGulu
- Soudan

## Ambassades et Hauts-commissariats non résidents
Résidant à Nairobi, sauf indication contraire
| - Argentine - Australie - Autriche - Botswana (Lusaka) - Brésil (Nairobi) - Cameroun (Addis-Abeba) - Canada - Chili - Chypre - Colombie - Croatie (Londres) - Espagne - Eswatini (Addis-Abeba) - Finlande - Grèce - Hongrie - Indonésie | - Israël - Lesotho (Addis-Abeba) - Mali (Addis-Abeba) - Malte (La Valette) - Maroc (Dar es Salam) - Mexique - Nouvelle-Zélande (Addis-Abeba) - Pologne - Portugal - Tchéquie (Addis-Abeba) - Serbie (Addis-Abeba) - Slovaquie - Thaïlande (Nairobi) - Togo (Addis-Abeba) - Suisse - Ukraine (Addis-Abeba) - Viêt Nam (Dar es Salam) |